# بیمارستان ارتوپدی بدفورد
بیمارستان ارتوپدی بدفورد (به انگلیسی: Bedford Orthopedic Hospital) بیمارستانی عمومی در شهر کیپ شرقی کشور آفریقای جنوبی است است.